# تاريخ اللاسلطوية
يلف تاريخ اللاسلطوية الغموض المرافق للمصطلح ذاته. يواجه الباحثون صعوبة في تعريف ماهية الأناركية والاتفاق بشأنها، وهو ما يجعل تبيين تاريخها مهمة شائكة. ثمة آراء متعددة تتعلق بالأناركية وتاريخها. يعتقد البعض أن الأناركية حركة متميزة وواضحة المعالم من القرنين التاسع عشر والعشرين، في حين ينوّه البعض الآخر بوجود اتجاهات أناركية ظهرت قبل وقت طويل من ظهور الحضارات نفسها.
وُجدت المجتمعات ما قبل التاريخية دون طبقيات رسمية، ما حدا ببعض الأنثروبولوجيين إلى إطلاق صفة الأناركية عليها. يمكن تتبع أولى آثار الفِكر الأناركي المنهجي في اليونان القديمة والصين، حيث وضع عدة فلاسفة ضرورة وجود الدولة في موضع الشك وأعلنوا عن الحق الطبيعي للفرد بأن يحيا دون التعرض للإكراه. خلال القرون الوسطى، تبنت بعض الطوائف الدينية فِكرًا ليبرتاريًا، ومثّل عصر التنوير وظهور العقلانية والعلم نقطة ميلاد الحركة الأناركية المعاصرة.
في نهاية القرن التاسع عشر تميزت الأناركية بكونها جزءًا جوهريًا في صميم الحركة العمالية، جنبًا إلى جنب مع الماركسية. ساهمت عدة عوامل في تطوّر الأناركية وانتشارها في جميع أرجاء العالم؛ يُذكر منها: الحداثة، والثورة الصناعية، ورد الفعل السلبي على الرأسمالية والهجرات الجماعية. ظهرت المدارس الفكرية الأناركية الرئيسية في نفس الوقت الذي نمت فيه الأناركية باعتبارها حركة اجتماعية، يُخصّ بالذكر الأناركية الجماعية، والشيوعية الأناركية، والنقابية الأناركية، والأناركية الفردانية. ترافَق نمو الحركة العمالية بتعمق الشرخ أكثر فأكثر بين الأناركيين والماركسيين. انفصل التياران عن بعضهما بشكل رسمي في المؤتمر الخامس للأممية الأولى في العام 1872، ولم تنجح الأحداث اللاحقة سوى في ترسيخ الانفصال بينهما. انخرط الأناركيون بكل حماسة في الثورة الروسية، ولكن سرعان ما تعرضوا للاضطهاد على أيدي البلاشفة الذين استأثروا بالسلطة، وخصوصًا ما وقع في تمرد كرونشتات والإقليم الحر (أوكرانيا).
أدت الأناركية دورًا تاريخيًا محوريًا في مجريات الحرب الأهلية الإسبانية، عندما أسس الأناركيون إقليم كتالونيا اللاسلطوي. نشأت كتالونيا اللاسلطوية على مبادئ النقابية-الأناركية، بوجود نقابات عمالية ذات سطوة في المدن، وزراعة جماعية في الريف، ولكن انقشاع دخان الحرب عن هزيمة الأناركيين وحلفائهم أفضى إلى ترسيخ أركان الفاشية في إسبانيا. في ستينيات القرن العشرين، ظهرت الأناركية مجددًا بوصفها قوة ثقافية وسياسية عالمية، وخصوصًا عبر ارتباطها بحركة اليسار الجديد. منذ ذلك الحين، تركت الأناركية بصمتها على الحركات الاجتماعية التي تتبنى الحرية الفردية والديمقراطية المباشرة. إضافة إلى ذلك، أسهمت الأناركية بشكل فاعل في حركة مناهضة العولمة، ونزاع إقليم شياباس، والنزاع في روجافا (الإدارة الذاتية لشمال شرق سوريا).

## الخلفية
ثمة نقاش محتدم بخصوص تعريف واضح للأناركية وبالتالي تحديد تاريخها. تذهب طائفة من الباحثين إلى اعتبار الأناركية مرتبطة بالصراع الطبقي فحسب، بينما يعتقد آخرون أن هذه الرؤية ضيقة للغاية. في حين أن الطائفة الأولى تمحص الأناركية بوصفها ظاهرة حدثت خلال القرن التاسع عشر، تتفحص المجموعة الثانية من الباحثين التاريخ القديم بحثًا عن جذور الأناركية. يؤكد الفيلسوف الأناركي موراي بوكتشين استمرارية «ميراث الحرية» للبشرية (بمعنى، اللحظات الثورية) الذي وُجد على الدوام في التاريخ، مقارنة بـ «ميراث الهيمنة» الذي يتألف من الدول، والرأسمالية وغيرها من الأشكال السلطوية.
تُعد الأشكال الأكثر شيوعًا لتعريف الأناركية ثلاثًا: أولًا، وفق «المعنى الاشتقاقي» (آن-آركي ، دون حاكم، ولكن الأناركية ليست نفيًا فحسب)؛ ثانيًا، «مناهضة الدولة» (وهي رغم محوريتها في الحركة الأناركية، فلا تصف بشكل دقيق جوهر الأناركية)؛ ثالثًا، تعريف «مناهضة السلطوية» (الرفض لأي شكل من أشكال السلطة، وهو ما يؤدي إلى تبسيط مخِل في تعريف الأناركية). جنبًا إلى جنب مع الخلافات الدائرة بخصوص التعريف، فإنه مما يزيد الأمور تعقيدًا التساؤل بشأن الأناركية فيما إذا كانت فلسفة، أم نظرية، أم سلسلة من الأفعال. يقترح أستاذ الفلسفة أليهاندرو دي أغوستا أن الأناركية «اتحاد غير مركزي من الفلسفات والأنشطة وأنماط الحياة، التي تشكلت في مجتمعات مختلفة وتؤكد على المجالات المتنوعة للتاريخ الجغرافي».

## بواكير الأناركية

### حقبة ما قبل التاريخ والعصر القديم
يزعم العديد من باحثي الأناركية، بمن فيهم هارولد باركلاي وديفيد غرايبير، أن شكلًا معينًا من اللاسلطة يرجع بأصوله إلى ما قبل التاريخ. اتّسمت الحقبة الطويلة ما قبل التاريخ المسجل للمجتمعات البشرية بكونها دون طبقات منفصلة للسلطة القائمة أو المؤسسات الرسمية النظامية. عاش البشر لآلاف السنين في مجتمعات حكم ذاتي دون طبقة حاكمة أو سياسية خاصة قبل ظهور الأناركية بكثير باعتبارها اتجاهًا واضحًا. لم تتشكل الأفكار الأناركية سوى كردّ فعل رافض للمؤسسات السياسية القسرية والعلاقات الاجتماعية التراتبية بعد نشوء المجتمعات ذات التركيب الهرمي.
ربط بعض الباحثين الطاوية التي نشأت في الصين القديمة بالفكر الأناركي. نهضت مبادئ  فلاسفة الطاوية مثل لاو تزو وجوانغ زي على موقف مناوئ للحُكم ورافض للانخراط بأي شكل كان في الحركات أو المنظمات السياسية، وطوّرا فلسفة «لا حُكم» في كتابيهما، دادوجينغ، وجوانغ زي على التوالي. سعى الطاويون للعيش في تناغم مع الطبيعة. ما يزال النقاش محتدمًا في إمكانية اعتبار حضّ الحكام ألا يحكموا هدفًا أناركيًا. ظهر جيل جديد من المفكرين الطاويين من ذوي الميول اللاسلطوية في العهد المضطرب لأسرة جين. اشتملت الطاوية والطاوية الجديدة على مبادئ شبيهة بالأناركية الفلسفية -مثل السعي لنزع الشرعية عن الدولة والتشكيك بأخلاقيتها- وكانتا مدرستان فكريتان تبنّتا اللاعنف، مقارنة بنظيراتهما الغربية التي جاءت بعدهما بقرون.
جاء ذكر بعض المعتقدات والأفكار التي يعتنقها الأناركيون المعاصرون مبكرًا في اليونان القديمة. ظهر أول استخدام سياسي معروف لكلمة «أناركي» في القرن الخامس قبل الميلاد في مسرحيات إسخيلوس وسوفوكليس. علاوة على ذلك، شهدت اليونان القديمة أول مثال غربي للاسلطوية باعتبارها مثلًا فلسفيًا أعلى لدى الكلبيين والرواقيين بشكل رئيسي. من المرجح أن أتباع ديوجانس الكلبي وأقراطس الطيبي قد نادوا بأشكال مجتمعية أناركية، رغم أنه لم يصلنا سوى أقل القليل من كتاباتهم. من أكثر إسهاماتهم أهمية كانت المقاربة الجذرية لـ نوموس (القانون) وفيزيس (الطبيعة). خلافًا لغيرها من الفلسفات الإغريقية التي سعت إلى الدمج المتناغم بين القانون والطبيعة، فقد أقصى الكلبيون مبدأ القانون نوموس كليًا (وبالتالي: السلطات، والطبقيات، والمؤسسات، والمدونة الأخلاقية للمدينة بوليس) في حين راحوا يدعون إلى نمط حياة يقوم حصريًا على الطبيعة فيزيس. في العام 300 قبل الميلاد، قدم زينون الرواقي، مؤسس الرواقية، والذي تأثر كثيرًا بالكلبيين قدم رؤيته لمجتمع مثالي قائم على المساواة. ينادي زينون في كتابه الجمهورية بشكل لاسلطوي من المجتمع حيث تنتفي الضرورة لهياكل الدولة. يحاجج زينون قائلًا بأنه رغم دفع الغريزة الضرورية لحفظ الذات للبشر إلى الأنانية، فقد زودت الطبيعة بني البشر بقوة إصلاحية لها عبر غريزة أخرى، ألا وهي الائتناس بالجماعة. مثل العديد من الأناركيين المعاصرين، آمن زينون بأنه في حال اتباع الأفراد لغرائزهم، فلن توجد ضرورة للمحاكم أو الشرطة، أو المعابد أو طقوس العبادة الجماعية، أو استخدام المال –إذ سيحل الاقتصاد المجاني محل التبادلات النقدية.
عبّر سقراط عن آراء تتماشى والأناركية، فلطالما شكّك بالسلطة، وظهر في قلب فلسفته حق كل شخص في حرية الضمير. زعم أريستبوس، تلميذ سقراط ومؤسس مذهب اللذة، أنه لا يرغب أن يَحكم أو يُحكم، واعتبر الدولة خطرًا على الحرية الفردية. رغم ذلك، يجدر بالقول أنه لم يؤمن جميع الإغريق بالأفكار الأناركية، فقد استخدم الفلاسفة الآخرون مثل أفلاطون وأرسطو مصطلح أناركي بشكل سلبي وفق ارتباطه بالديمقراطية التي لم يثقوا بها باعتبار الضعف سمة ملازمةً لها وكونها ميالة للسقوط في هاوية الطغيان.